# Ochropepla corrosa
Ochropepla corrosa är en insektsart som beskrevs av Leon Fairmaire 1846. Ochropepla corrosa ingår i släktet Ochropepla och familjen hornstritar. Inga underarter finns listade i Catalogue of Life.